# 石宝
石 宝（せき ほう）は中国の小説で四大奇書の一つである『水滸伝』の登場人物。
第114回～118回まで登場する、方臘配下の将帥。出身は福州で、役職は南離大将軍元帥、方臘の大太子であり南安王・方天定の統治する杭州を守備する四大将軍の一人。三重の鎧であろうと風を截つ様に斬り破る鋭さを持つ宝刀・劈風刀と流星鎚を使い、その腕前は関勝と互角に渡り合うほど。また自身の武勇を頼んで突出するようなことをせず、鄧元覚など味方と連携して動くことで、数に勝る梁山泊軍に部隊を各個撃破されることを最小限に抑える慎重さと軍内での統率力を併せ持つ。そのため、石宝自身とその配下の軍も併せて十三人の好漢を討ち取っていて、名実共に最強の敵である。

## 生涯
石宝が初めて登場するのは、宋軍が崇徳県に侵攻し方天定が行宮に会して協議を開いた時で、協議の結果、三方から押し寄せる宋軍をこちらも三手に分けて迎え撃つことになり、石宝は温克譲、趙毅、呉値、冷恭、廉明、張道原、王仁、鳳儀の八人の首将を率いて城郭にて敵を迎え撃つことになる。
官軍の到着後、瞬く間に王仁と鳳儀を討たれ南軍は杭州城まで追い込まれるが、数日後に退却した南軍を偵察に来た徐寧と郝思文を北関門前まで誘き寄せて、徐寧を毒矢で射殺し、郝思文は捕えて斬首した。次に宋軍は張順に水門である湧金門から城内に侵入させようとする。それを南軍は、城壁の上に身を隠していた城兵に射殺させ侵入を阻止する。宋江が張順の供養で湧金門に向かったこと察知すると、十人の首将を差し向けたがあらかじめ待機していた伏兵に襲撃され、趙毅、湯逢士、茅迪、元興、蘇涇の五人を失う。梁山泊を相手に苦戦しながらも一歩も引かない南軍本隊だったが、厲天閏が守る独松関が落ち、挟み撃ちをかけようと宋軍は城に猛然と攻めかかり、北関門にて、ようやく石宝自身が戦場に立ち先鋒の関勝と一騎討ちになるが、お互いに手強いと見てその日は両軍退却となった。一方、東関門では、鄧元覚が魯智深と一騎討ちになるが、武松の横やりで敗走、助太刀にきた首将の貝応夔が武松に討ち取られる。そして、独松関に続いて司行方が守る徳清県は落ちたことで事体は急変、三手に分かれていた宋軍が城下にて集結し猛攻をかけ始める。前日に続いて北関門から先鋒として出撃した石宝は、飛び出して来た索超と刃を交え、誘き寄せたところを得意の流星鎚で打ち殺し、索超を助けようと駆け寄った鄧飛を返す刀で斬り殺した。この魔神のような石宝の活躍をみた南軍は城内から打って出て、宋軍を散々に追い散らした。後日、再び北関門に攻めかかってきた宋軍先鋒・関勝を追って石宝は城を離れるが、手薄となった城を別の一隊に攻められてしまう。しかし、城内に入ろうとした劉唐に守兵が城門を落として殺したことで宋軍を退却させた。翌日李逵たち四頭領率いる歩兵軍が、石宝の軍と激突、石宝は呉値と廉明を従えて出陣したが乱戦の中で馬を李逵に斬られて敗走し、廉明は鮑旭に討ち取られる。南軍は歩兵四頭領にあっと言う間に城壁にまで詰め寄られてしまうが、ただ一人城内に入り込んだ鮑旭を石宝は城門の陰から一刀を浴びせて斬り殺し、寄せ手を退けた。
度々の宋軍の攻撃を防いだ杭州の南軍だが、民間の糧船に潜んだ梁山泊の八人の頭領に城内に侵入されて城は落城、方天定は逃げるところを張横に討たれ事実上杭州は陥落、冷恭と崔彧は討ち取られ、呉値と張道原は生け捕られる。石宝は鄧元覚と温克譲、王勣、晁中の三人の首将と共に富陽県に退却し、白欽と景徳と合流し再起を計るが失敗して温克譲を失う。そして桐廬県と逃走し烏龍嶺の関所に駐屯し、烏龍嶺の水塞を守備する成貴、翟源、喬正、謝福の四人の水軍頭目と連携して、水路から攻め上る阮小二を自害に追い込み、孟康を火砲で吹き飛ばし、次に嶺を登って関内に侵入しようとした解珍、解宝を重囲の中に殺し、その遺体を嶺の麓でさらして宋軍を包囲した。しかし、宋軍の手痛い反撃と思わぬ援軍により王勣と晁中を失い、南軍は退却を余儀なくされる。
ここまでは宋軍の攻め手を防いで善戦しているように見える南軍だったが、実のところ宋軍に裏道づたいに睦州にまわり込まれれば清渓県の皇居にいる方臘の立場も危うく、峻険な烏龍嶺の要害も意味を為さない。石宝は援軍を求めるが方臘は聞き入れず、みすみす宋軍を睦州に侵入させることになってしまう。宋軍の出現に驚いた睦州軍はすぐに石宝に救援を求めるが、石宝はこの身勝手な要請に腹を立て救援を拒否、鄧元覚は事態を重く見て、石宝が止めるのを無視して兵五千と共に嶺を下りたが、その時、ちょうど宋軍も烏龍嶺を攻めようと進軍していたところにぶつかってしまい、善戦虚しく討たれてしまう。
この後、石宝は私心によって戦友を失ったことを悔いたのか、宋軍と包道乙、鄭彪ら睦州軍との決戦の折、烏龍嶺の西に布陣していた宋軍に攻撃をかけ白欽の投槍にひるんだ馬麟を一刀の元に斬り伏せ、打ちかかってきた燕順を流星鎚で打ち殺した。さらに攻めかかろうとする石宝だったが目の前に憤怒の関勝が現れ、相手が悪いと見て急いで嶺の上に退却した。しかし、すでに睦州は陥落し烏龍嶺は東西から攻められる形となっていて関所は大混乱となっており、白欽は呂方とともに谷底へ転落し、景徳は童貫軍の王稟に討ち取られ、成貴と謝福は生け捕られ、翟源と喬正は行方知れずとなる。頂上に立った石宝は東西両方から迫り来る宋軍を目の当たりにして、もはや退路が無いと悟るや捕えられて辱めを受けることをおそれ、劈風刀にて自刎して果てた。

## 劈風刀
石宝の強さと独特な名称も相まって強い印象を残す劈風刀だが、その形状については本文中に明確な記述がないため、青龍偃月刀のような長柄武器とされたり、柳葉刀のような片手持ちの刀とされたりと、媒体によって描写が大幅に異なる。
一方、百度百科の解説文には「此刀非战场武将常见的大刀，而是非常厚重的单刀，一般人需要双手持用，刀身较长而且较窄，刀背厚，刀刃极锋利（戦場で武将がよく使用する大刀ではなく一振りの重厚な刀であり、常人は両手で持たねばならない。刀身は細長く、峰が厚くて刃は鋭い）」と日本刀を思わせる記述があり、石宝の項に掲載されている挿絵にも日本の大太刀のような刀を持っている様子が描かれている。
実際、水滸伝が成立した明代は日本の倭寇が猖獗を極めていた時代であり、彼らの使用する大太刀や長巻が明軍を苦戦させていた記録も存在する（「斬馬刀」も参照）ため、これが水滸伝の成立過程で取り入れられた可能性もある。ちなみに大太刀自体も武器として中国で取り入れられ、後に中国独自の長刀である苗刀に発展する事となる。